# ATP Buenos Aires 1980
L'ATP Buenos Aires 1980 è stato un torneo di tennis giocato sulla terra rossa. È stata la 152ª edizione del torneo, che fa parte del Volvo Grand Prix 1980.Si è giocato a Buenos Aires in Argentina dal 17 al 23 novembre 1980.

## Campioni

### Singolare maschile
José Luis Clerc ha battuto in finale  Rolf Gehring con il punteggio di 6–7, 2–6, 7–5, 6–0, 6–3

### Doppio maschile
Hans Gildemeister /  Andrés Gómez hanno battuto in finale  Ángel Giménez /  Jairo Velasco, Sr. con il punteggio di 6–4, 7–5